# Kranichstein-Nord
Kranichstein-Nord bezeichnet einen Statistischen Bezirk im Stadtteil Darmstadt-Kranichstein. 

## Infrastruktur und Sehenswürdigkeiten
- Arbeiterwohnhaus (Darmstadt-Kranichstein, Parkstraße 19–21)
- Eisenbahnmuseum Darmstadt-Kranichstein
- Erich-Kästner-Schule
- Fraunhofer-Institut für Betriebsfestigkeit und Systemzuverlässigkeit
- Freie Comenius Schule Darmstadt
- Jagdschloss Kranichstein
- Reihenhaussiedlung (Am Lindgraben 1–20)
- St. Jacobus
- Straßenbahnmuseum Darmstadt-Kranichstein
- Wildpark Kranichstein